# The Lady of the Cyclamen
The Lady of the Cyclamen è un cortometraggio muto del 1915 diretto da Edward LeSaint.

## Produzione
Il film fu prodotto dalla Selig Polyscope Company.

## Distribuzione
Distribuito dalla General Film Company, il film - un cortometraggio in due bobine - uscì nelle sale cinematografiche statunitensi l'8 marzo 1915.